# Unabhängigkeit Schottlands

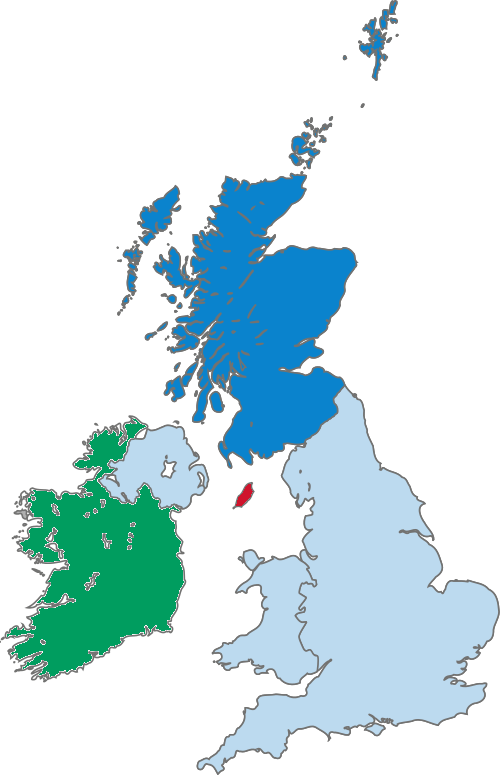

Die Unabhängigkeit Schottlands vom Vereinigten Königreich, auch mit dem Kunst- und Kofferwort Scexit als Verschmelzung von Scotland ‚Schottland‘ und exit ‚Austritt‘ bezeichnet, ist das Ziel verschiedener politischer Parteien Schottlands. Ein erstes Referendum über die Unabhängigkeit Schottlands fand am 18. September 2014 statt. Am 25. Juni 2016 beschloss die schottische Regierung als Reaktion auf das Ergebnis des britischen EU-Referendums, ein erneutes Unabhängigkeitsreferendum vorzubereiten. Ein Antrag auf die Durchführung eines zweiten Referendums wurde am 14. Januar 2020 vom britischen Premierminister Boris Johnson abgelehnt. Im Juni 2022 schlug die  schottische Erste Ministerin Nicola Sturgeon ein erneutes Referendum im Oktober 2023 vor.

## Geschichte

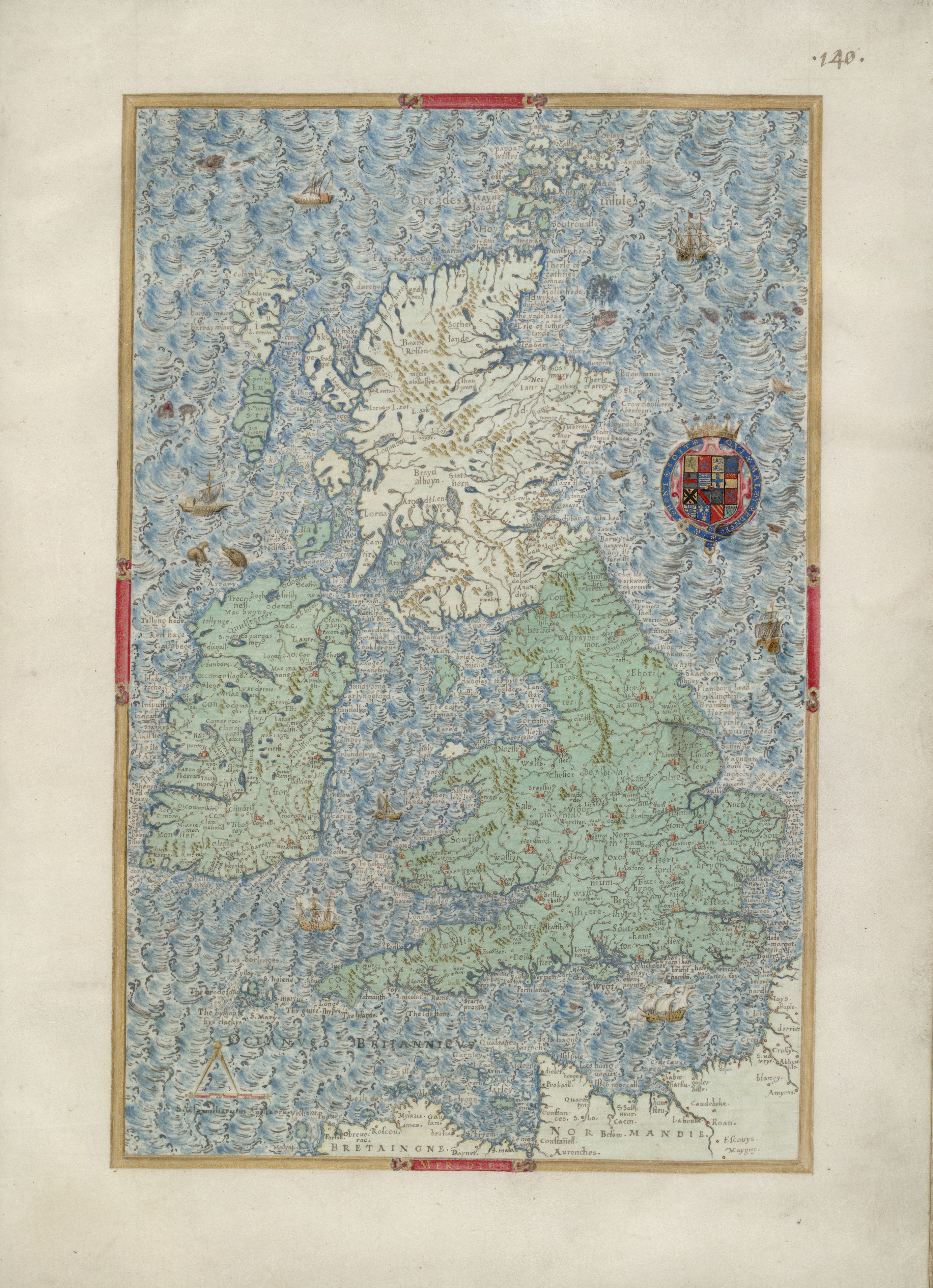
Karte der Britischen Inseln aus Heroica Eulogia von William Bowyer, 1567. Zu dieser Zeit regierte das Haus Stewart das Königreich Schottland. Das Haus Tudor regierte die Königreiche England und Irland.

Das 843 gegründete Königreich Schottland, das seit 1603 in Personalunion mit dem Königreich England regiert wurde, war bis zur Verabschiedung des Vereinigungsgesetzes mit dem Königreich England im Jahre 1707 ein eigener Staat. Schottland blieb allerdings trotz der Vereinigung ein eigenes Rechtsgebiet mit einem sich vom England unterscheidenden Rechtssystem und eigenen Rechtsquellen, und auch die Church of Scotland sowie die Bank of Scotland existierten weiterhin. Die Schotten bewahrten sich außerdem ein ausgeprägtes nationales Selbstbewusstsein.
Einen gewissen Sonderfall bilden die Shetland- und Orkney-Inseln, die erst im 15. Jahrhundert von Norwegen zu Schottland kamen und somit heute bereits länger zum Vereinigten Königreich gehören als zuvor zu einem unabhängigen Schottland.
Der Ruf nach home rule, einer eigenständigen Regierung für Schottland, wurde in den 1920er Jahren immer lauter. Die britische Regierung setzte daraufhin 1928 einen Staatssekretär für Schottland mit dem Rang eines Kabinettsmitgliedes ein. Im Zuge dieses ersten Schrittes in Richtung devolution, der verwaltungsmäßigen Loslösung von London, wurde ihm die Leitung der Bereiche Gesundheit, Landwirtschaft und Erziehung in Schottland übertragen. Dieser Minister hatte seinen Sitz im St. Andrew’s House in Edinburgh.
Bei den Unterhauswahlen im Februar 1974 und im Oktober 1974 gewann die 1934 entstandene autonomistische Scottish National Party 22 bzw. 30 % der schottischen Wählerstimmen und wurde damit zweitstärkste Partei. Unter dem Druck der SNP stimmte die britische Labour-Regierung einer Volksabstimmung über begrenzte Selbstbestimmung zu.

### Erstes Dezentralisierungsreferendum 1979
Dieses Referendum zur Dezentralisierung wurde am 1. März 1979 abgehalten und eine Mehrheit von 51,6 % der Abstimmenden votierte dafür. Allerdings waren dies weniger als 40 % der Wahlberechtigten; deshalb trat das Gesetz nicht in Kraft.

### Zweites Dezentralisierungsreferendum 1997
Im September 1997 stimmten in einer zweiten Volksabstimmung 74 % der Wähler für eine Teilautonomie Schottlands (devolution). Aus diesem Grund wurde am 6. Mai 1999 nach 300 Jahren wieder ein schottisches Parlament gewählt, dessen Gesetzgebungskompetenzen sich auf die Gebiete Gesundheitswesen, Bildung, Kommunalrecht, Soziales, Wohnungswesen, Wirtschaftsentwicklung, Justiz, Umwelt, Landwirtschaft, Fischerei und Forstwirtschaft, Sport, Kunst und Kultur und verschiedene Bereiche des Transportwesens erstrecken. Das Parlament wählt einen Ersten Minister (First Minister) als Leiter der schottischen Exekutive, die das bisherige Scottish Office ersetzt und für das Parlament verantwortlich ist.
Rechtsgrundlage ist das Scotland Act 1998, das von folgenden weiteren Gesetzen geändert bzw. ergänzt wurde:
- Scottish Parliament (Constituencies) Act 2004 (Anpassung der Holyrood Wahlkreise, Abkoppelung von den Westminster Wahlkreisen (constituencies))
- Constitutional Reform Act 2005 (Zuständigkeit des Supreme Court)
- Scotland Act 2012 (Abtretung weiterer Kompetenzen im Sinne der devolution: Recht, in Schottland selbstständig die Sätze der Einkommensteuer festzusetzen und anderes mehr)
- Scotland Act 2016 (Übertragung weiterer Kompetenzen im Gefolge des Unabhängigkeitsreferendums von 2014 und entsprechend der Ergebnisse der Smith Commission)

### Unabhängigkeitsreferendum 2014

Ergebnis des Referendums nach Council Areas:
„Soll Schottland ein unabhängiger Staat sein?“

2010 wollte die in einer von der Scottish Green Party unterstützten Minderheitsregierung regierende Scottish National Party (SNP) die Bürger über die Unabhängigkeit durch ein Referendum entscheiden lassen. Dazu kam es aber nicht, da sich im schottischen Parlament keine Mehrheit für einen solchen Vorschlag fand.
Nach dem Erfolg der SNP bei den Wahlen im Mai 2011, bei denen die Partei die absolute Mehrheit der Sitze erringen konnte, kündigte Regierungschef Alex Salmond an, das Referendum wieder auf die Tagesordnung zu bringen. Am 15. Oktober 2012 wurde in Edinburgh eine Vereinbarung zwischen Premierminister David Cameron und dem Ersten Minister der schottischen Regionalregierung Alex Salmond unterzeichnet, nach der im Herbst 2014 eine Volksabstimmung in Schottland über die Unabhängigkeit abgehalten werden sollte.
Am 21. März 2013 legte die schottische Regierung den Termin für das Unabhängigkeitsreferendum auf den 18. September 2014 fest. Beim Referendum stimmte die Mehrheit der Schotten mit 55,3 % gegen eine Abspaltung vom Vereinigten Königreich, die Wahlbeteiligung lag bei 84,59 %. Nur in vier der 32 Bezirke gewannen die Befürworter der Unabhängigkeit die Mehrheit.

#### Diskussionen während der Unabhängigkeitskampagne 2014
Die SNP hatte die Aufstellung einer eigenen schottischen Armee angekündigt, die mit der dänischen vergleichbar sein sollte und nur für humanitäre Einsätze und die Landesverteidigung eingesetzt werden sollte. Der neue schottische Staat sollte über Botschaften verfügen. Eine ungeklärte Frage war noch, welche Staatsform Schottland nach einer Unabhängigkeit erhalten würde. Während die SNP einen Beitritt zum Commonwealth unter Elisabeth II. und damit einen Status ähnlich Kanadas oder Australiens befürwortete, bevorzugte z. B. die Scottish Socialist Party eine schottische Republik.
Auch die Frage nach der offiziellen Währung nach der Unabhängigkeit wurde debattiert. Diskutiert wurde die Beibehaltung des Britischen Pfunds (SNP), der Beitritt zum Euroraum oder die Schaffung einer eigenständigen schottischen Währung. Im Februar 2014 schaltete sich der britische Schatzkanzler George Osborne direkt in die Diskussion ein. Er erteilte allen Plänen eine Absage, die einem unabhängigen Schottland die Verwendung des Britischen Pfunds erlauben würden. Im Falle der Loslösung kündigte er ein Veto bezüglich einer solchen Währungsunion an. Ebenso war die Frage nach einem möglichen EU-Beitritt Schottlands ungeklärt, wobei viele Schotten eine solche Mitgliedschaft vor allem ohne Zwang zur Übernahme des Euros befürworteten, wie etwa im Falle Dänemarks, das trotz EU-Mitgliedschaft seine Landeswährung behalten hat. Ob eine EU-Mitgliedschaft automatisch mit der Unabhängigkeit eingetreten wäre oder formale Beitrittsverhandlungen zur EU Schottlands oder gar Schottlands und des verbleibenden Vereinigten Königreichs nötig gewesen wären, war umstritten. Nach einer Unabhängigkeit sollte es eine schottische Staatsbürgerschaft und damit einen schottischen Pass geben. Unklar war, ob die britische Regierung eine doppelte Staatsbürgerschaft zugelassen hätte. Ebenso unklar war, ob bei einem Beitritt Schottlands zum Schengenraum zwischen Schottland und Großbritannien sowie Irland, die beide keine Schengenstaaten sind, Grenzkontrollen eingeführt worden wären.
Ungeklärt war auch, wie die Pensionsansprüche und die Einzahlungen in die Sozialsysteme geregelt werden müssten und ob Institutionen wie z. B. der National Health Service (NHS) zunächst gemeinsam weitergenutzt worden wären. Eine weitere ungelöste Frage war die Aufteilung der britischen Staatsschulden auf den britischen Reststaat und den schottischen Staat.
Zudem wäre der weitere Betrieb des britischen Atom-U-Boot-Hafens Faslane-on-Clyde in Schottland in Frage gestellt gewesen.

### Mögliches Referendum (IndyRef2) nach dem britischen EU-Austritt

Wahlkreisergebnisse beim Brexit-Referendum

Nach dem Brexit-Referendum am 23. Juni 2016 nannte die Erste Ministerin Schottlands, Nicola Sturgeon, es inakzeptabel, dass Schottland automatisch mit England aus der EU austrete, obwohl die schottischen Wähler mehrheitlich für einen Verbleib Schottlands in der EU gestimmt hätten. Ihr zufolge sei ein erneutes Referendum über die Unabhängigkeit Schottlands eine Option. Am 25. Juni beschloss die schottische Regierung, ein erneutes Unabhängigkeitsreferendum vorzubereiten.
Am 13. Oktober 2016 kündigte Sturgeon einen Gesetzentwurf für ein zweites Referendum über die Unabhängigkeit Schottlands an, der am 20. Oktober veröffentlicht wurde. Im März 2017 brachte sie den Herbst 2018 als Termin für das Referendum ins Spiel. Am 13. März 2017 kündigte Sturgeon für die zwölfte Kalenderwoche 2017 eine Abstimmung im schottischen Parlament an, die ein zweites Referendum erlauben solle. Für den Fall, dass das Parlament zustimme, solle das Referendum für den Zeitraum Herbst 2018 bis Frühjahr 2019 geplant werden. Nach dem Terroranschlag in London am 22. März 2017 wurde die Abstimmung auf den 28. März verschoben. Das schottische Parlament in Edinburgh stimmte mit einer Mehrheit von 69 zu 59 Stimmen einer neuen Volksabstimmung zu. Damit darf Sturgeon die Verhandlungen mit London führen. Die Londoner Regierung unter Theresa May bezeichnete dies als „spalterisch“ und lehnte den vom schottischen Parlament geforderten Zeitplan für eine neue Volksabstimmung ab.
Bei der Unterhauswahl 2017 musste die Scottish National Party, die größte Befürworterin eines zweiten Unabhängigkeitsreferendums, erhebliche Einbußen hinnehmen. Sie verlor ein Viertel ihrer Stimmen und 21 ihrer 56 Parlamentssitze. Dem standen Gewinne der gesamtbritischen Parteien, insbesondere der Conservative Party, gegenüber. Nicola Sturgeon erklärte daraufhin, erneut über das Unabhängigkeitsreferendum nachdenken zu wollen.

### Erneuerung der Ansätze für ein zweites Referendum

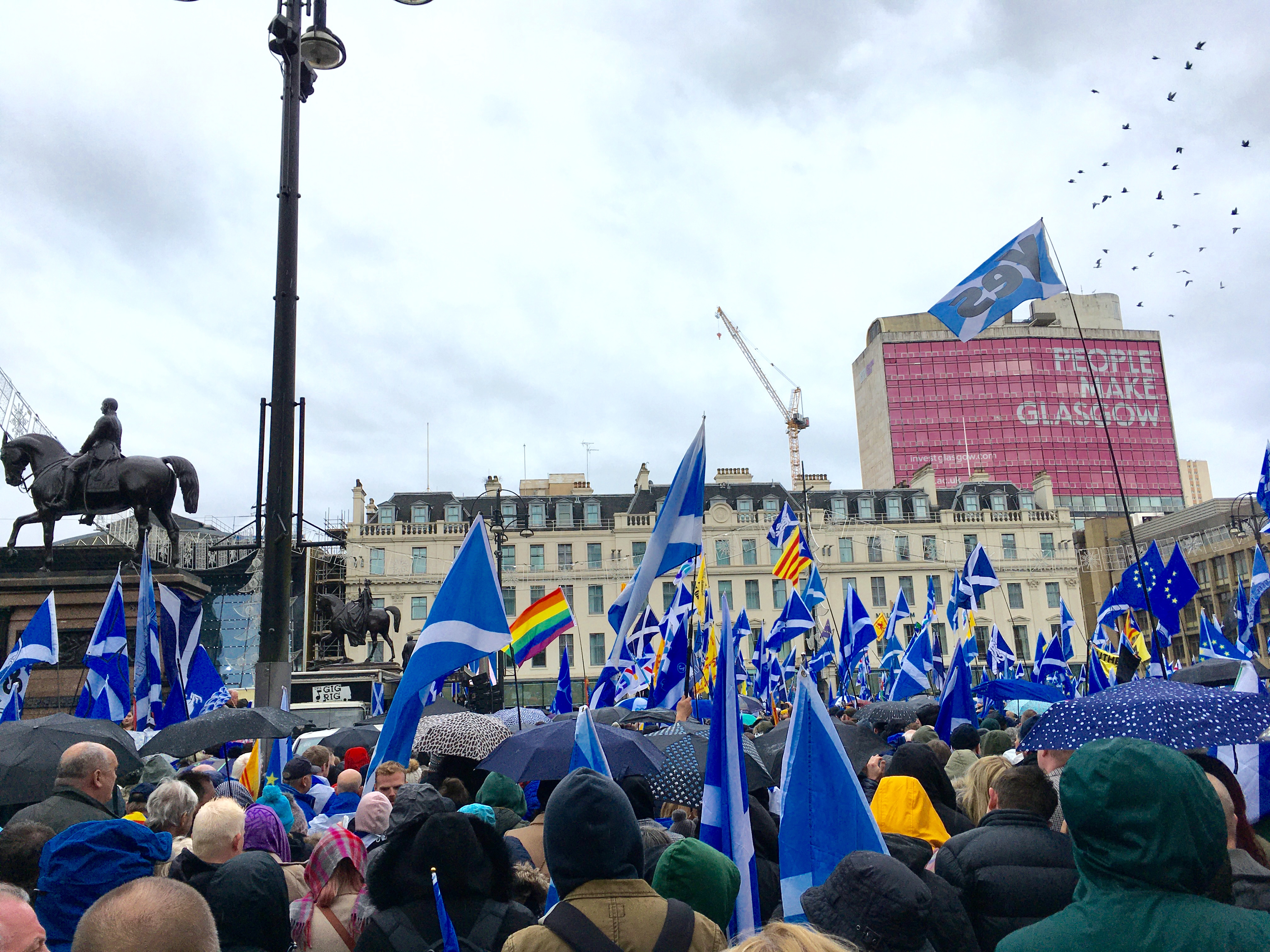
Eine Demonstration für die Unabhängigkeit in Glasgow 2019

Seit 2018 gibt es regelmäßig Demonstrationen zur Unabhängigkeit in Schottland. Dabei gingen zum Beispiel im Oktober 2018 über 100.000 Menschen in Edinburgh auf die Straße. Auch 2019 und 2020 fanden Kundgebungen in den beiden Großstädten Edinburgh und Glasgow statt, an denen jeweils bis zu 250 000 Menschen teilnahmen.
Bei der Unterhauswahl 2019 konnte die SNP in Schottland 48 von 59 Parlamentssitzen gewinnen, blieb damit aber hinter ihrem Rekordergebnis (56 Sitze) zurück. Nicola Sturgeon erklärte daraufhin, ihr Wählerauftrag für ein zweites Unabhängigkeitsreferendum sei erneuert und gestärkt worden. Am 19. Dezember 2019 stimmte die Mehrheit des schottischen Parlaments zu, einen Antrag an Premierminister Johnson zu schreiben. Der eingereichte Antrag wurde von Boris Johnson am 14. Januar 2020 abgelehnt, woraufhin Sturgeon die Position der britischen Regierung scharf kritisierte.
Ende Juni 2022 kündigte Sturgeon einen Plan („route map“) auf dem Weg zu einem erneuten Unabhängigkeitsreferendum an. Die Regierung in Westminster äußerte sich ablehnend. Schottland-Minister Alister Jack bezeichnete den Vorstoß als „Schnapsidee“ („wheeze“). Am 28. Juni 2022 erläuterte die SNP-geführte Regierung ihre konkreten Absichten, nach denen das Referendum am 19. Oktober 2023 stattfinden soll. Diese Absicht sei dem britischen Premierminister bereits schriftlich mit der Bitte um Zustimmung mitgeteilt worden. Um das Referendum auch im Fall der Ablehnung durch London „unzweifelhaft rechtmäßig“ („indisputably lawful“) durchführen zu können, sei die Frage, ob es auch ohne Zustimmung Londons durchführbar sei, vorab vom Supreme Court zu klären. Der Führer der schottischen Konservativen bezeichnete den Schritt als „falsche Priorität für Schottland“.
Am 23. November 2022 entschied der Supreme Court, dass die schottische Landesregierung keine Rechtsgrundlage für die Abhaltung eines erneuten Referendums hat. Das Gericht stellte fest, dass der Gesetzesvorschlag „reserved matters“ betrifft, also Fragen, die der britischen Regierung in London vorbehalten sind.
Die Bestrebung der SNP, weitere Schritte in Richtung Unabhängigkeit zu tun, erlitten im Rahmen eines vermuteten Skandals um die Finanzierung und die Finanzen der Partei Anfang April 2023 einen schweren Rückschlag. Sowohl die Geschäftsstelle in Edinburgh als auch das Privathaus des kurz zuvor zurückgetretenen Geschäftsführers Peter Murell, Ehemann der ebenfalls kurz zuvor zurückgetretenen First Minister Nicola Sturgeon, wurden durchsucht. Murell wurde zur polizeilichen Einvernahme kurzzeitig in Haft genommen. Am 8. April 2023 erklärte der Ehrenvorsitzende (President) der SNP, Michael Russell, die Partei befände sich in der tiefsten Krise seit 50 Jahren und derzeit könne die Unabhängigkeit nicht erlangt werden.

## Umfragen
Eine Unabhängigkeit wurde im Referendum von 2014 mit einer Mehrheit von 55,3 % der Schotten abgelehnt.
In einer am 26. Juni 2016 von der Sunday Post veröffentlichten Meinungsumfrage, die am folgenden Tag nach dem Brexit-Referendum von ScotPulse erhoben wurde, gaben 59 % der Befragten an, in einem erneuten Unabhängigkeitsreferendum für die Unabhängigkeit stimmen zu wollen. Nach einer von der Sunday Times beauftragen Befragung des Meinungsforschungsinstituts Panelbase sprachen sich nach dem Brexit-Votum 52 % der Schotten für die Unabhängigkeit Schottlands aus.
In den folgenden Jahren ergaben Umfragen fast durchgehend relative Mehrheiten für einen Verbleib Schottlands beim Vereinigten Königreich. Nach Vollzug des Brexits Anfang 2020 und mit dem Ausbruch der COVID-19-Pandemie veränderte sich die Mehrheitsmeinung. Bis Mitte 2021 zeigten einige Umfragen relative Mehrheiten für eine Unabhängigkeit.
In Zusammenhang mit der Ankündigung eines für Oktober 2023 angestrebten erneuten Referendums sagte der führende Meinungsforscher John Curtice, in den jüngsten Umfragen habe die Zustimmung zur Unabhängigkeit durchschnittlich bei 48 % gelegen, während die Quote der Ablehnung 52 % betrug. Bei diesen Zahlen sei der Anteil der Unentschlossenen abgezogen worden.

## Befürworter und Gegner

### Parteien
Zu den Befürwortern der Unabhängigkeitsbewegung gehören folgende Parteien:
- Scottish National Party
- Scottish Green Party

Auch folgende Parteien ohne Parlamentsmandat sind dafür:
- Alba Party
- Scottish Socialist Party
- Solidarity – Scotland’s Socialist Movement
- Scottish Independence Party

Gegner der Unabhängigkeitsbestrebungen sind folgende im schottischen Parlament vertretene Parteien:
- Scottish Conservative Party
- Scottish Labour Party
- Scottish Liberal Democrats

Ferner lehnen folgende Parteien ohne Parlamentsmandate die Unabhängigkeitsbestrebungen ab:
- Abolish the Scottish Parliament
- All for Unity
- Britannica Party
- British National Party (BNP)
- British National Front (NF)
- Reform UK
- Respect – The Unity Coalition
- Scottish Unionist Party
- UK Independence Party (UKIP)
- Ulster Unionist Party

### Personen und Organisationen
Prominente Unterstützung erhalten bzw. erhielten die Befürworter der Unabhängigkeitsbestrebungen unter anderen von den Schauspielern Sean Connery, Brian Cox und Alan Cumming, dem Historiker Tom Devine, den Schriftstellern Val McDermid und Irvine Welsh und der Modedesignerin Vivienne Westwood.
Eine Aktionsgruppe namens „Scotland in Union“ entstand nach dem Unabhängigkeitsreferendum 2014. Sie hat bei Wahlen zu taktischem Abstimmen gegen die SNP ermutigt und allgemein für die Union geworben. Ende 2017 wurde eine neue Gruppe namens „Unity UK“ gegründet, deren Anhänger eine differenzierte, den Brexit positiver sehende Sichtweise der Unionisten forderten.
Der Oranier-Orden, eine protestantische nordirische Bruderschaft mit Tausenden von Mitgliedern in Schottland, setzte sich gegen die schottische Unabhängigkeit ein, und bildete eine Aktionsgruppe namens „British Together“, die im September 2014 einen Marsch von mindestens 15.000 Oraniern, loyalistischen Kapellen und Anhängern aus Schottland und ganz Großbritannien abhielt, der als größte Pro-Union-Demonstration der Kampagne beschrieben wurde.
Prominente Unterstützung erhielten die Gegner der Unabhängigkeitsbestrebungen unter anderem vom ehemaligen britischen Premierminister Gordon Brown, der selbst Schotte ist. Brown gründete im Mai 2021 die Denkfabrik (Think Tank) „Our Scottish Future“, mit der er für eine Versachlichung der Diskussion über Unabhängigkeitsbestrebungen wirbt.
Auf internationaler Ebene äußerte sich eine Reihe ausländischer Staats- und Regierungschefs vor dem Referendum von 2014 für den Verbleib Schottlands in der Union. Barack Obama drückte seine Unterstützung für ein „starkes, robustes und vereintes“ UK aus. Der damalige schwedische Außenminister und spätere Regierungschef Carl Bildt wandte sich gegen die „Balkanisierung“ der britischen Inseln. Der damalige Präsident des Europäischen Parlaments, Martin Schulz, begrüßte das Ergebnis des Referendums von 2014. Der damalige Bundesaußenminister Frank-Walter Steinmeier sprach von einer „guten Entscheidung für Schottland, Großbritannien und auch für Europa“. Vor allem mit Blick auf das Beispiel, das eine Unabhängigkeit Schottlands für andere Regionen Europas darstellen könnte, wurde Steinmeier ferner mit den Worten zitiert: „[...] ich gebe [...] offen zu, mir wäre wohler mir vorzustellen, dass Großbritannien beieinander bleibt.“

### Argumente für die Unabhängigkeit
Das wichtigste Argument der Befürworter einer schottischen Unabhängigkeit ist die Selbstbestimmung Schottlands. Daraus resultiert auch die selbstständige Verwaltung der Einnahmen aus der Ölförderung (Slogan 1970: It’s Scotland’s oil). Bisher fließen die Einnahmen aus den Ölgeschäften nach London. Ein weiteres Argument ist, dass ein unabhängiges Schottland den Abzug der britischen Atomwaffen aus Schottland anordnen könnte. Es könnte selbstständig über die eigene NATO-Mitgliedschaft entschieden werden.
Das Thema der Öleinnahmen würde zusätzliche Brisanz erhalten, wenn sich die weniger national-schottisch gesinnten Inselbevölkerungen von Shetland und Orkney dezidiert für einen Verbleib im Vereinigten Königreich einsetzten.
Ein weiteres Argument ist der mögliche Wiedereintritt in die EU.

### Argumente gegen die Unabhängigkeit
Die Gegner der Unabhängigkeit argumentieren mit den historischen Gemeinsamkeiten zwischen England (und Wales) und Schottland. Hier werden die gemeinsame Erfahrung der Reformation und der Empire-Werdung genannt. Ebenso werden kulturelle Gemeinsamkeiten (u. a. die Dominanz des Englischen in Schottland) und Verwandtschaftsverhältnisse zwischen Schotten und Engländern angeführt. Die Befürworter der Union mit England sehen wirtschaftliche Nachteile für ein unabhängiges Schottland, weil durch die Unabhängigkeit bisherige Stützungen durch die britische Zentralregierung wegfallen würden und dies nicht mit den steigenden Öleinnahmen kompensiert werden könne.
Tatsächlich werden in Schottland deutlich weniger Steuereinnahmen generiert (8 %), als der Landesteil aus dem britischen Haushalt erhält (9,3 %). Diese und weitere Faktenchecks ergeben sich aus einfachen statistischen Betrachtungen, wie sie zum Beispiel die Initiative SCOTLAND IN UNION veröffentlicht.